# Дымчатая ложная мышь
Дымчатая ложная мышь (лат. Pseudomys fumeus) — вид грызунов из семейства мышиных.

## Описание
Длина тела примерно 11,5 см. Длина хвоста около 13,4 см. Напоминают домовую мышь. Уши средних размеров; закругленные, широкие в основании. Волосяной покров мягкий, голубовато-серый на спине, более светлый на боках и серовато-белый на брюхе. Конечности белые. Хвост длиннее тела мыши, розовый с коричневатой полосой по верху.

## Образ жизни
Населяют различные биотопы: горные леса с густым подлеском, прибрежные акациевые заросли. Активны ночью. Размножаются весной и ранним летом. В помете четыре детеныша.

## Вымирание
Дымчатая ложная мышь — редкий вид. В дикой природе осталось менее 2500 особей, и все существующие популяции, похоже, сокращаются. Основными причинами вымирания являются сокращение мест их обитания, дикие кошки, лисы и собаки.
В феврале 2020 года сообщалось, что исследователи из Университета Чарльза Стерта обнаружили, что смерть девяти дымчатых мышей произошла от «тяжелого заболевания легких», вызванного дымом во время лесных пожаров в Австралии в 2019—2020 годах. Высказывались опасения, что популяция была истреблена в результате лесных пожаров, но в июне 2020 года австралийские фотоловушки зафиксировали присутствие нескольких особей дымчатых мышей.